# Ascea
Ascea – miejscowość i gmina we Włoszech, w regionie Kampania, w prowincji Salerno.
Według danych na rok 2004 gminę zamieszkiwało 5341 osób, 144,4 os./km².